# Rainbow FC (Gambia)
Rainbow Football Club war ein Fußballverein aus Bathurst, der Hauptstadt (die 1973 nach Banjul umbenannt wurde) des westafrikanischen Staats Gambia. Der Verein spielte in der höchsten Liga im gambischen Fußball in der GFA League First Division und war mindestens ab dem Jahr 1940 dabei. Die Meisterschaft gewannen sie ein Mal.
Wann der Verein aufgelöst wurde, ist nicht belegt.

## Erfolge
- Meisterschaft in der GFA League First Division: 1[2]

1956/57
- Pokalgewinne im GFA-Cup: 1[3]

1956/57